# استفان آستین
استفان آستین (به انگلیسی: Stephen F. Austin) به عنوان «پدر تگزاس» و بنیانگذار تگزاس شناخته می‌شود.
آستین متولد ویرجینیا و بزرگ شده در جنوب شرقی میسوری بود و قبل از انتقال به قلمرو آرکانزاس و بعداً لوئیزیانا در مجلس قانونگذاری ارضی میسوری خدمت می‌کرد. پدرش، موسی آستین، برای استقرار تگزاس از اسپانیا کمک هزینه امپرساریو دریافت کرد. پس از مرگ موسی آستین در سال ۱۸۲۱، استیون آستین موفق به کسب اعطای کمک هزینه امپرساریو از ایالت تازه استقلال یافته مکزیک شد. آستین تعداد زیادی از مهاجران آمریکایی را متقاعد کرد که به تگزاس نقل مکان کنند و تا سال ۱۸۲۵ آستین ۳۰۰ خانواده اول آمریکایی را به این سرزمین آورد. در طول دهه ۱۸۲۰، آستین سعی در برقراری روابط خوب با دولت مکزیک داشت و به سرکوب شورش فردونی کمک کرد. او همچنین با وجود تلاش‌های دولت مکزیک برای ممنوعیت تأسیس، از برده داری در تگزاس اطمینان حاصل کرد. وی اقدامات اولیه علیه مردم کارانکاوا را در این منطقه رهبری کرد.
همان‌طور که شهرک نشینان تگزاس به‌طور فزاینده ای از دولت مکزیک ناراضی بودند، آستین طرفدار آشتی بود، اما اختلاف نظر علیه مکزیک به انقلاب تگزاس افزایش یافت. آستین قبل از اینکه به عنوان کمیسر در ایالات متحده خدمت کند، نیروهای تگزاس را در محاصره موفق بکسار هدایت کرد. آستین در انتخابات ریاست جمهوری تگزاس در سال ۱۸۳۶ نامزد شد اما توسط سام هوستون شکست خورد. هوستون آستین را به عنوان وزیر امور خارجه جمهوری جدید منصوب کرد و آستین این سمت را تا زمان مرگ در دسامبر ۱۸۳۶ حفظ کرد.
مکانها و مؤسسات زیادی به احترام وی نامگذاری شده‌اند، از جمله پایتخت تگزاس، شهرستان آستین، آستین بایو، دانشگاه ایالتی استفان اف آستین، کالج آستین و مدارس دولتی متعدد.